# DN69
De DN69 (Drum Național 69 of Nationale weg 69) is een weg in Roemenië. Hij loopt van Timișoara naar Arad. De weg is 46 kilometer lang. 

## Europese wegen
De volgende Europese weg loopt met de DN69 mee:
- Timișoara - Arad (gehele route)